# Caridina peninsularis
Caridina peninsularis е вид десетоного от семейство Atyidae. Видът не е застрашен от изчезване.

## Разпространение и местообитание
Разпространен е в Индонезия (Суматра и Ява), Малайзия (Западна Малайзия, Сабах и Саравак), Сингапур, Тайланд и Филипини.
Обитава сладководни и полусолени басейни.